# USS Liberty
USS Liberty (AGTR-5) («Либерти») — корабль радиоэлектронной разведки ВМС США. Заложен 23 февраля 1945 года в Портленде, штат Орегон как грузовое судно Simmons Victory, одно из многочисленной серии транспортов типа «Виктори», строившихся во время Второй мировой войны для трансатлантических конвоев. Simmons Victory было передано Морской комиссии 4 мая 1945 года и зафрахтовано Pacific Far East Line (Сан-Франциско), для которой осуществляло коммерческие грузоперевозки. В 1958 году судно было возвращено Управлению торгового флота Министерства торговли США для передачи в резерв ВМС США.
В феврале 1963 года Simmons Victory было приобретено ВМС США и переоборудовано в многоцелевое вспомогательное судно. 8 июня 1963 года переименовано в «Либерти» и получило бортовой номер AG-168. 1 апреля 1964 года было переклассифицировано в корабль технической разведки с бортовым номером AGTR-5. В феврале 1965 года «Либерти» совершил переход с Западного побережья в Норфолк, штат Виргиния, где на него было установлено дополнительное оборудование, позволяющее выполнять задачи по сбору и обработке данных радиоэлектронной разведки в интересах Агентства национальной безопасности США.
В июне 1965 года «Либерти» отправился в своё первое плавание к берегам Западной Африки; затем на протяжении двух лет участвовал в других операциях ВМС США в Атлантике. В 1967 году был направлен в Средиземное море, где во время Шестидневной войны осуществлял радиоэлектронную разведку в восточном Средиземноморье.

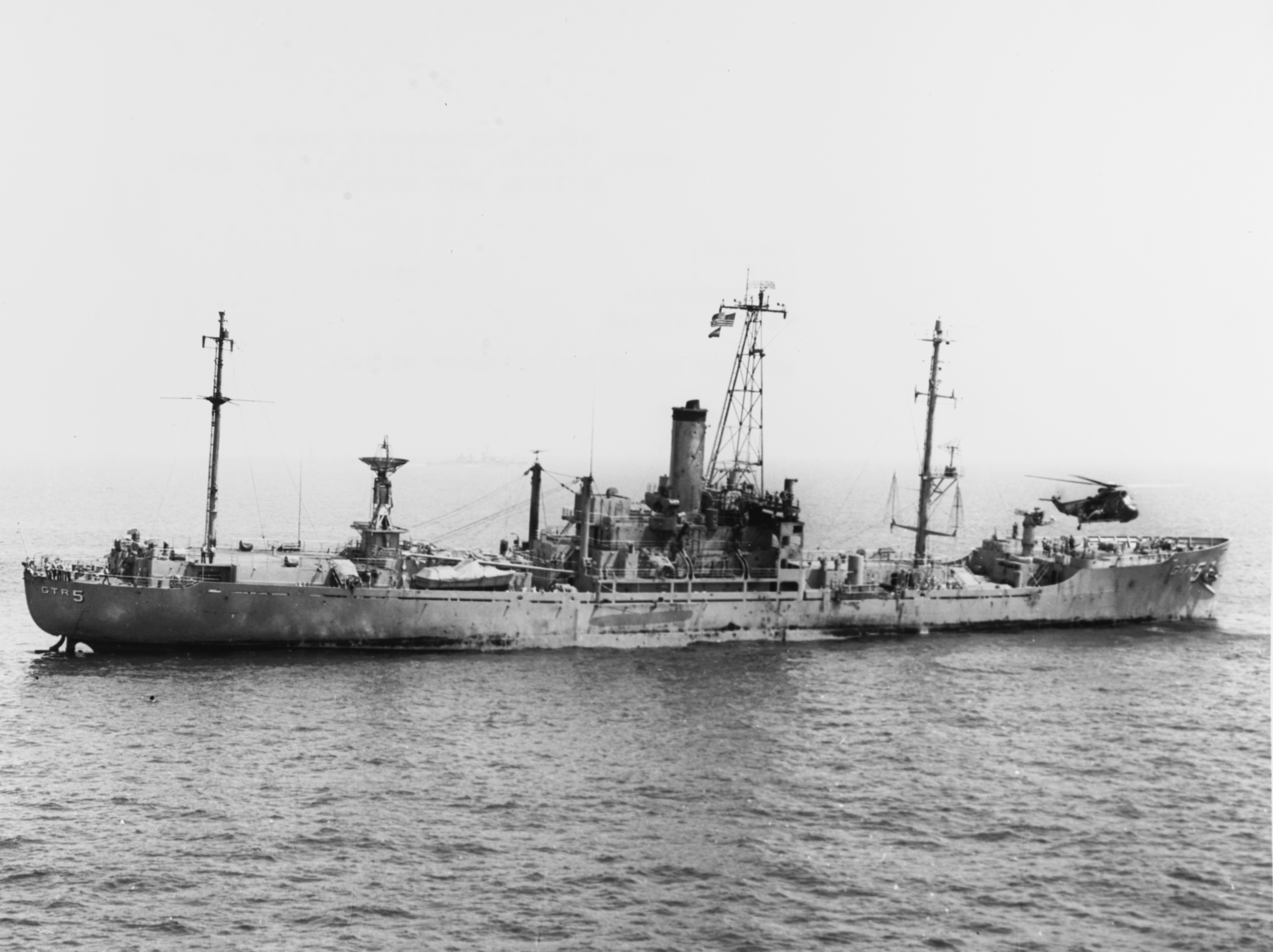
Высадка спасателей на повреждённый «Либерти»

Во второй половине дня 8 июня 1967 года «Либерти» ошибочно был атакован израильскими истребителями «Мираж III» и торпедными катерами в международных водах Средиземного моря приблизительно в 13 морских милях (24 км) к северу от побережья Синайского полуострова. В результате атаки «Либерти» получил серьёзные повреждения, было убито 34 и ранено 173 члена экипажа.
Несмотря на пробоину от торпеды и другие тяжёлые повреждения, «Либерти» остался на плаву и смог покинуть место атаки своим ходом; в сопровождении кораблей 6-го Флота США он пришёл в Валлетту (Мальта). После починки повреждений «Либерти» 27 июля 1967 года вернулся в США, где был разоружен и 28 июня 1968 года исключён из списков ВМС США; до декабря 1970 года состоял в резерве, после чего был передан Управлению торгового флота для утилизации. В 1973 году разобран на металл в Балтиморе, штат Мэриленд.